# Lappfjärd-Kristinestads församling
Lappfjärd-Kristinestads församling var en församling i Närpes prosteri inom Borgå stift i Evangelisk-lutherska kyrkan i Finland. Till församlingen hörde svenska kyrkomedlemmar bosatta i Kristinestad.   
Församlingen kom till den 1 januari 2006 då Kristinestads svenska församling samt Lappfjärds och Sideby församlingar slogs samman.  T.f. kyrkoherde var Johan Eklöv.
Den gamla modersocknen Lappfjärd finns med i församlingens namn, men Sideby saknas, vilket väckte ont blod. Församlingens namn ändrades 2013 till Kristinestads svenska församling. 